# John Flamsteed

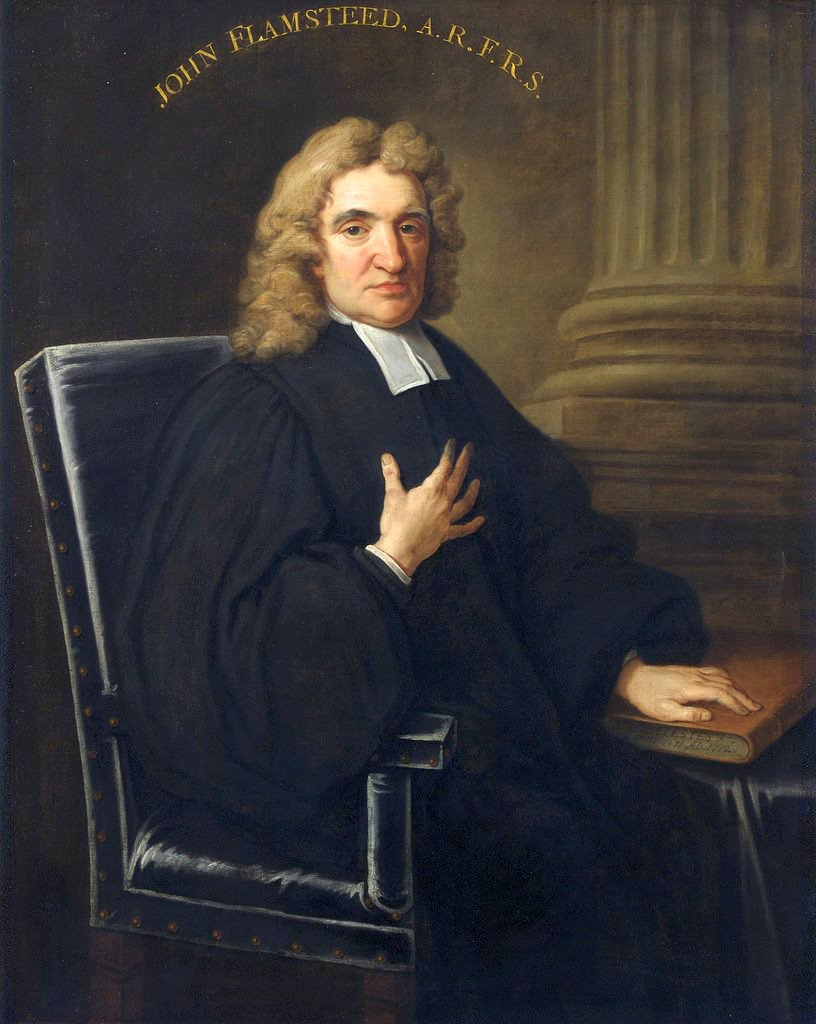
John Flamsteed, Gemälde von Thomas Gibson (1680–1751) aus dem Jahr 1712

Handkolorierte Sternkarte des Sternbilds Wassermann und angrenzender Sternbilder aus dem Atlas coelestis (1729)

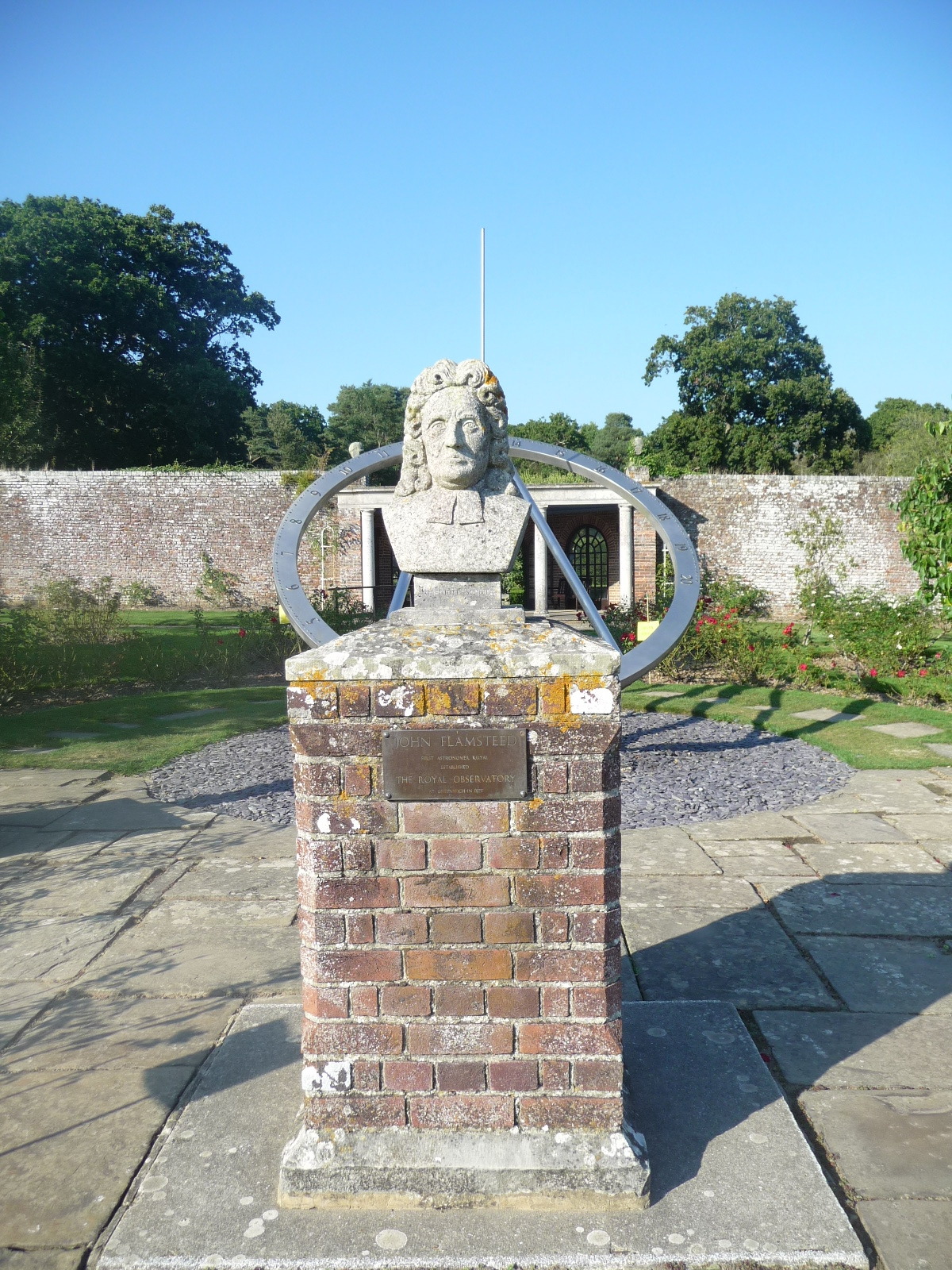
Büste im Park von Herstmonceux Castle

John Flamsteed (* 19. August 1646 in Denby; † 31. Dezember 1719 in Greenwich) war ein englischer Astronom. Von Karl II. wurde er 1675 zum ersten Astronomer Royal ernannt. Flamsteed wirkte bis zu seinem Lebensende am neu erbauten Royal Observatory in Greenwich. Seine wichtigsten Beträge zur Astronomie sind sein Sternkatalog Historia coelestis Britannica (1725) und der Sternatlas Atlas coelestis (1729). Beide Werke erscheinen postum.

## Leben und Wirken
Flamsteed war das älteste Kind und der einzige Sohn von Stephen Flamsteed (um 1615–1688) aus Derby und dessen erster Frau Mary Spateman († 1649). Als Flamsteed sechs Jahre alt war, heiratete sein verwitweter Vater Elizabeth Bates († 1654). Seine erste schulische Ausbildung erhielt er an der Grammar School von Derby. Im Mai 1662 verließ Flamsteed die Schule. Ab dem Alter von 14 litt Flamsteed an einer rheumatischen Erkrankung und konnte daher keine Universitätsausbildung beginnen.
Im Selbststudium brachte er sich bei, Verfinsterungen und Planetenpositionen zu berechnen. Flamsteed eröffnete seine Laufbahn 1667 mit einer Abhandlung über die Bestimmung der Zeitgleichung (De inaequalitate dierum solarium dissertatio astronomica), die erst sechs Jahre später veröffentlicht wurde. In den Jahren 1666 und 1668 berechnete Flamsteed die Sonnenfinsternisse präzise voraus.
Am 4. März 1675 ernannte Karl II. ihn zu seinem „astronomical observator“ (astronomischen Beobachter). Rückwirkend vom September 1674 an erhielt er für seine Tätigkeit jährlich 100 Pfund.
Auf Flamsteeds Vorschlag veranlasste 1675 ein weiterer königlicher Erlass die Gründung des Royal Greenwich Observatory, für das Flamsteed im August den Grundstein legte. Im Juli zog er an das Observatorium.
1680 beobachtete er den Großen Komet von 1680. 1684 wurde er zum Pfarrer der Gemeinde von Burstow in Surrey berufen. Er machte die erste festgehaltene Beobachtung des Planeten Uranus, den er allerdings für einen Stern hielt und als 34 Tauri in seinen Sternkatalog aufnahm.
Am 23. Oktober 1692 heiratete er in St Lawrence Jewry Margaret Cooke (um 1670–1730). Etwa zwei Jahre später lebte Flamsteeds Nichte Ann Heming bei ihnen. Seine Nichte heiratete später seinen Assistenten James Hodgson (1672–1755), einen Neffen von Christopher Wren.
Flamsteed sammelte die Daten von rund 2800 über England sichtbaren Sternen, die er mit zum größten Teil selbst gebauten Instrumenten beobachtete.
Der Katalog Historiae coelestis wurde 1712 von Edmond Halley veröffentlicht, jedoch ohne Autorisierung durch Flamsteed. Nach dem Tode von Königin Anne (1714) und Newtons Förderer Charles Montagu, 1. Earl of Halifax (1715) gelang es Flamsteed 300 der 400 gedruckten Exemplare zurückzukaufen, die er wenig später verbrannte.
Am 12. Januar 1720 wurde Flamsteed in Burstow bestattet. Nach Flamsteeds Tod erschien 1725 eine erweiterte Ausgabe unter dem Titel Historia coelestis Britannica und 1729 der Atlas coelestis.

## Ehrungen
Am 8. Februar 1677 wurde Flamsteed als Mitglied („Fellow“) in die Royal Society gewählt. Am 9. November 1709 wurde er wegen nicht gezahlter Mitgliedsbeiträge während der Präsidentschaft von Newton aus der Gesellschaft ausgeschlossen. Seit 1699 war er korrespondierendes Mitglied der Académie des sciences in Paris.
Zu Ehren Flamsteeds wurden der Mondkrater Flamsteed und der Asteroid (4987) Flamsteed benannt.

## Rezeption
Francis Baily veröffentlichte 1835 die erste umfassende Biografie, die Flamsteeds Konflikte mit seinen Zeitgenossen darstellte.

## Schriften (Auswahl)
- De inaequalitate dierum solarium dissertatio astronomica. In: John Wallis (Hrsg.): Jeremiae Horroccii […] Opera posthuma. London 1673, S. 441–464 (Digitalisat).
- Novae theoriae lunaris a Jeremia Horroccio primum adinventae. In: John Wallis (Hrsg.): Jeremiae Horroccii […] Opera posthuma. London 1673, S. 465–472 (Digitalisat).
- Lunares Numeri, ad novum lunae systema ab astronomo acutissimo Jeremia Horrocio excogitatum. In: John Wallis (Hrsg.): Jeremiae Horroccii […] Opera posthuma. London 1673, S. 473–496 (Digitalisat).
- The doctrine of the sphere, grounded on the motion of the earth, and the antient pythagorean or copernican system of the world. In two parts. In: Jonas Moore: New Systeme of the Mathematicks. Band 1, A. Godbid and J. Playford, London 1680 (Digitalisat).
- Epistola […] Dec. 20 1698. De parallaxi orbis annui telluris observata. In: John Wallis: Opera mathematica. Band 3, Oxford 1699, S. 701–708 (Digitalisat).

- Historiae coelestis libri duo. J. Matthews, London 1712 – herausgegeben von Edmond Halley (Digitalisat).

Philosophical Transactions
- De luna ad pleiadas reliquas applicationibus, anno 1672 observandis, promissa appendicula Johannis Flamsteed. In: Philosophical Transactions. Band 6, Nr. 79, 22. Januar 1672, S. 3061–3063 (doi:10.1098/rstl.1671.0070).
- Lunae totaliter deficientis observationes, Londini in arce Londlnensi habitae, idque in aedibus & cum instrumentis Jonae More Equ. Aurati, à Johanne Flamsteadio, astr. regio, nocte seqente d. Junii 26. 1675. st. vet. In: Philosophical Transactions. Band 10, Nr. 116, 26. Juli 1675, S. 371–372 (doi:10.1098/rstl.1675.0029).
- Observationes defectus lunaris grenovici habitae in observatorio regio Februarij 11/21 1682. p. m. […]. In: Philosophical Transactions. Band 13, Nr. 145, 10. März 1683, S. 89–92 (doi:10.1098/rstl.1683.0015).
- Defeĉtus exigui lunaris observationes, grenovici babit & Junii 16.1684 p. m. n. seq. ab J. F. […]. In: Philosophical Transactions. Band 14, Nr. 162, 20. August 1684, S. 689–690 (doi:10.1098/rstl.1684.005).
- Solaris defeĉtus observationes grenovici habit & anno 1684. Julii 2. p. m. […]. In: Philosophical Transactions. Band 14, Nr. 162, 20. August 1684, S. 691–692 (doi:10.1098/rstl.1684.0054).
- An abstract of a letter from Mr. J. Flamsteed […] giving an account of the eclipses of satellits, anno 1686; and containing a table of the parallaxes of orb, and an ephemeris of geocentric places for the same year. In: Philosophical Transactions. Band 15, Nr. 177, 31. Dezember 1685, S. 1215–1225 (doi:10.1098/rstl.1685.0075).
- A correct tide table, shewing the true time of the high-waters at London-Bridge, to every day in the year, 1686. In: Philosophical Transactions. Band 15, Nr. 177, 31. Dezember 1685, S. 1226–1230 (doi:10.1098/rstl.1685.0076).

postum
- Historia coelestis Britannica. 3 Bände, H. Meere, London 1725 (Band 1, Band 2, Band 3) – herausgegeben von Margaret Flamsteed und James Hodgson.
- Atlas coelestis. London 1729 (Digitalisat) – herausgegeben von Margaret Flamsteed und James Hodgson